# Клер Фой
Клер Елізабет Фой (англ. Claire Elizabeth Foy; нар. 16 квітня 1984; Стокпорт, Англія, Велика Британія) — англійська акторка, найбільш відома за роллю Єлизавети II в історичному телесеріалі «Корона» (2016—2017, 2020, 2022). Лауреатка премій «Еммі» (2018, 2021), «Золотий глобус» (2017) і премії Гільдії кіноакторів США (2017, 2018).

## Життєпис
Наймолодша з трьох дітей, народилась у Стокпорті, Великий Манчестер, Велика Британія, у родині консультанта з продажів і працівниці фармацевтичної компанії. Клер росла в Манчестері та Лідсі до того, як родина переїхала в Лонгвік, Бакінгемшир. Коли дівчинці було 8 років, батьки розлучилися і вона зі старшою сестрою переїхала в інший будинок у тому ж селі. Відмінне навчання забезпечило їй місце в Ліверпульському університеті імені Джона Мурса, в якому вона опановувала драматичне мистецтво та кіномистецтво. Потім протягом року Фой вивчала акторську майстерність в Оксфордській школі драматичного мистецтва.

## Кар'єра
На початку кар'єри на телебаченні Фой отримувала невеликі ролі в серіалах. Невдовзі вона приєдналась до проєкту Королівського національного театру. Акторка була головною героїнею серіалу «Крихітка Дорріт». У 2010 Фой приєдналась до зйомок фільму «Час відьом», у якому також знімався Ніколас Кейдж. У тому ж році і до 2012 вона була в основному складі теледрами «Угору та вверх сходами». У 2011 акторка зіграла підлітку в мінісеріалі «Обіцянка».
У 2013 Фой приєдналась до основного акторського складу серіалу «Череп і кістки», в якому головна роль Едварда Тіча дісталась Джону Малковичу. У телепроєкті «Вовчий зал» вона втілила Анну Болейн, а в серіалі «Корона» — Єлизавету II, роль якої принесла акторці престижні кінонагороди «Золотий глобус», Премію Гільдії кіноакторів США.
У 2016 році Клер отримала роль Діани — дружини Робіна Кавендіша (Ендрю Гарфілд) у романтичній мелодрамі 2017 року «Дихай».

## Особисте життя
З 2014 року одружена з англійським актором Стівеном Кембеллом Муром. У 2015 народила доньку. У лютому 2018 року вони оголосили про розлучення.
У 2021 році Фой атакував переслідувач Джейсон Пенроуз, який надіслав їй понад 1000 електронних листів за місяць і з’явився в її будинку; сталкер визнав себе винним у листопаді 2022 року, проте отримав лише умовний термін в очікуванні репатріації до США.

## Фільмографія
| Рік       |    | Українська назва             | Оригінальна назва                                     | Роль                                |
| --------- | -- | ---------------------------- | ----------------------------------------------------- | ----------------------------------- |
| 2008      | с  | Бути людиною                 | Being Human                                           | Джулія                              |
| 2008      | с  | Лікарі                       | Doctors                                               | Хлоя Вебстер                        |
| 2008      | с  | Крихітка Дорріт              | Little Dorrit                                         | Емі Дорріт                          |
| 2009      | с  | Десятихвилинні історії       | 10 Minute Tales                                       | жінка                               |
| 2010      | с  | Поштування                   | Going Postal                                          | Адора Белль Добросерд               |
| 2010      | тф | Пульс                        | Pulse                                                 | Ганна Картер                        |
| 2010—2012 | с  | Угору та вверх по сходах     | Upstairs, Downstairs                                  | леді Персефона                      |
| 2011      | ф  | Час відьом                   | Season of the Witch                                   | Анна                                |
| 2011      | с  | Обіцянка                     | The Promise                                           | Ерін Меттьюс                        |
| 2011      | тф | Нічна варта                  | The Night Watch                                       | Гелен                               |
| 2011      | ф  | Руйнівники                   | Wreckers                                              | Доун                                |
| 2011      | тф | Хитрощі                      | Hacks                                                 | Кейт Лой                            |
| 2012      | с  | Біла спека                   | White Heat                                            | Шарлотта                            |
| 2014      | ф  | Академія вампірів            | Vampire Academy                                       | Соня Карп                           |
| 2014      | с  | Череп і кістки               | Crossbones                                            | Кейт Балфур                         |
| 2014      | ф  | Рожева вода                  | Rosewater                                             | Паола                               |
| 2014      | с  | Велика війна: Історія народу | The Great War: The People's Story                     | Гелен Бентвіч                       |
| 2014      | тф |                              | Frankenstein and the Vampyre: A Dark and Stormy Night | оповідачка                          |
| 2015      | с  | Вовчий зал                   | Wolf Hall                                             | Анна Болейн                         |
| 2015      | ф  | Леді у фургоні               | The Lady in the Van                                   | Лоїс                                |
| 2016—2022 | с  | Корона                       | The Crown                                             | Єлизавета II                        |
| 2017      | ф  | Дихай                        | Breathe                                               | Діана Кавендіш                      |
| 2018      | ф  | Не в собі                    | Unsane                                                | Сойєр Валентіні                     |
| 2018      | ф  | Перша людина                 | First Man                                             | Дженет Шерон                        |
| 2018      | ф  | Дівчина у павутинні          | The Girl in the Spider's Web                          | Лісбет Саландер                     |
| 2021      | ф  | Мій син                      | My Son                                                | Джоан Річмонд                       |
| 2021      | ф  | Котячі світи Луїса Вейна     | The Electrical Life of Louis Wain                     | Емілі Річардсон-Вейн                |
| 2021      | с  | Дуже британський скандал     | A Very British Scandal                                | Маргарет Кемпбелл, герцогиня Аргайл |
| 2022      | ф  | Говорять жінки               | Women Talking                                         | Соломія Фрізен                      |
| 2023      | ф  | Всі ми незнайомці            | All of Us Strangers                                   | мати Адама                          |